# 1024 (tal)
1024 är det naturliga talet som följer 1023 och som följs av 1025.
Eftersom {\displaystyle 1024=2^{10}} har talet betydelse inom datatekniken. 1024 minnesenheter (ofta 1 kibibyte) kan adresseras med tio adressbitar. Prefixet kibi anger 1024, mebi 1024², gibi 1024³ o.s.v. (jfr kilo, mega, giga).
Man kan uttnyttja {\displaystyle 2^{10}=1024\approx 1000=10^{3}} för att snabbt uppskatta ungefär hur stor en 2-potens är. Exempelvis är {\displaystyle 2^{23}=2^{3}\cdot 2^{2\cdot 10}\approx 8\cdot 10^{6}} (egentligen är 223=8366608). 

## Inom matematiken
- 1024 är ett jämnt tal.
- 1024 är ett frugalt tal i bas 10
- 1024 är en kubkvadrat
- 1024 är ett Friedmantal, eftersom 1024 = (4 - 2)10

## Inom vetenskapen
- 1024 Hale, en asteroid.